# 19 juin 1934
Le mardi 19 juin 1934 est le 170e jour de l'année 1934.

## Naissances
- Brian London, boxeur britannique
- Désiré Rakotoarijaona, homme politique malgache
- Gérard Latortue, homme d'État d'Haïti

## Décès
- Bernhard de Lippe (né le 26 août 1872), prince allemand
- Léon Théodor (né le 20 mars 1853), politicien belge
- Zabelle Assadour (née le 23 juillet 1863), écrivaine arménienne

## Événements
- Canada : élections générales en Ontario le gouvernement du Parti progressiste-conservateur est défait par le Parti libéral et Mitchell Hepburn succède à George Stewart Henry au poste de Premier ministre et en Saskatchewan le Parti libéral conserve sa majorité à l'Assemblée législative ; le Farmer-Labour forme l'opposition officielle.
- Brésil : Création de la municipalité Guarujá
- États-Unis :
  - Création du poste d'archiviste des États-Unis au sein de la National Archives and Records Administration
  - Création de la Commission fédérale des communications